# Рівнеобленерго
ПрАТ «Рівнеобленерго» — енергокомпанія, що здійснює розподіл електроенергії на території Рівненської області, має 16 філій у всіх районах Рівненщини. Входить до групи компаний VS Energy.
Мажоритарним власником компанії (як і ще 11 обленерго) є російський олігарх і довірена особа Путіна Олександр Бабаков.
Формальними кінцевими бенефіціарними власниками компанії є громадяни Латвії Альтбергс Артурс, Вігантс Валтс (перебувають в санкційному переліку РНБО), Дамбінс Віліс та громадяни Німеччини — Ярославська Марина та Сізерман Олег (перебувають у санкційному списку РНБО)..

## Історія
У 1995 році відповідно до Указу Президента України «Про структурну перебудову в електроенергетичному комплексі України» від  4 квітня 1995 року № 282/95 та наказу Міністерства енергетики та електрифікації України від 31 липня 1995 року № 137 засновано Державне енергопостачальне підприємство «Рівнеобленерго», яке набуло статус відкритого акціонерного товариства.
14 листопада 2001 року за рішенням загальних зборів акціонерів підприємство змінило назву на відкрите акціонерне товариство «Рівнеобленерго», що було зумовлено зміною у складі акціонерів компанії — 15 травня 2001 року компанія «AES Corporation» придбала пакет простих іменних акцій підприємства. За два роки компанію за рішенням загальних зборів акціонерів було реорганізовано на закрите акціонерне товариство. У зв'язку із приведенням діяльності товариства у відповідність до вимог Закону України «Про акціонерні товариства» 7 квітня 2011 року загальні збори акціонерів ЗАТ «Ей-І-ЕС Рівнеенерго» ухвалили рішення про зміну найменування товариства на публічне акціонерне товариство «АЕС Рівнеобленерго».
У квітні 2013 році компанія стала частиною компанії VS Energy, що належить російським олігархам, та змінила назву на ПАТ «Рівнеобленерго».
З 2017 року енергокомпанія змінила тип акціонерного товариства з публічного на приватне.

## Діяльність
ПрАТ «Рівнеобленерго» забезпечує розподіл електричної енергії понад 420 тисячам побутових і 16 тисячам непобутових споживачів.
Пріоритетом в роботі енергокомпанії є оновлення енергетичної інфраструктури Рівного та області — лише впродовж 2021 року у 33 ОТГ Рівненської області, було реконструйовано понад 145 км повітряних та кабельних мереж 10/0,4 кВ з заміною та будівництвом нових підстанцій 10/0,4 кВ.
ПрАТ «Рівнеобленерго» активно впроваджує системи автоматизованого збору даних із встановленням багатотарифних лічильників з модулем дистанційного зчитування (типу — СМАРТ). На початок 2022 року прилади обліку з дистанційною передачею даних встановлені вже у понад 50 тисяч побутових споживачів.
ПрАТ «Рівнеобленерго» є одним з найбільших платників податків регіону. У грудні 2021 року підприємство отримало відзнаку Рівненської міської ради «Лідер року Рівне» за внесок у розвиток міської громади та сумлінну сплату податків.
2021 року «Рівнеобленерго» стало лідером серед операторів систем розподілу України за середньою кількістю днів на реалізацію приєднання до електромереж.
9 працівників отримали звання «Заслужений енергетик України», 14 працівників нагороджені нагрудним знаком «Відмінник енергетики України», два працівники мають звання «Почесний енергетик України».

## Розслідування
Влітку 2023 року, ДБР викрило десятки компаній, афілійованих з російськими власниками, діяльність яких підпадала під дію пункту 11 частини першої статті 4 Закону України «Про санкції». Серед кінцевих бенефіціарів цих комерційних структур знаходилися одіозні російські олігархи та особи наближені до Кремля. Вищий антикорупційний суд України за матеріалами ДБР розглянув та прийняв низку рішень про застосування санкцій до комерційних структур та їх власників. ВАКС також заарештував активи та розглядає питання націоналізації стосовно ПрАТ «Рівнеобленерго» (93,2 %).

## Структура
- Березнівська дільниця з експлуатації розподільних мереж та Березнівське відділення із взаємодії з клієнтами;
- Володимирецька дільниця з експлуатації розподільних мереж та Володимирецьке відділення із взаємодії з клієнтами;
- Гощанська дільниця з експлуатації розподільних мереж та Гощанське відділення із взаємодії з клієнтами;
- Дубенська дільниця з експлуатації розподільних мереж та Дубенське відділення із взаємодії з клієнтами;
- Дубровицький дільниця з експлуатації розподільних мереж та Дубровицьке відділення із взаємодії з клієнтами;
- Зарічненська дільниця з експлуатації розподільних мереж та Зарічненське відділення із взаємодії з клієнтами;
- Здолбунівська дільниця з експлуатації розподільних мереж та Здолбунівське відділення із взаємодії з клієнтами;
- Корецька дільниця з експлуатації розподільних мереж та Корецьке відділення із взаємодії з клієнтами;
- Костопільська дільниця з експлуатації розподільних мереж та Костопільське відділення із взаємодії з клієнтами;
- Млинівська дільниця з експлуатації розподільних мереж та Млинівське відділення із взаємодії з клієнтами;
- Острозька дільниця з експлуатації розподільних мереж та Острозьке відділення із взаємодії з клієнтами;
- Радивилівська дільниця з експлуатації розподільних мереж та Радивилівське відділення із взаємодії з клієнтами;
- Рівненський міська дільниця з експлуатації розподільних мереж та Рівненське міське відділення із взаємодії з клієнтами;
- Рівненська дільниця з експлуатації розподільних мереж та Рівненське відділення із взаємодії з клієнтами;
- Рокитнівська дільниця з експлуатації розподільних мереж та Рокитнівське відділення із взаємодії з клієнтами;
- Сарненська дільниця з експлуатації розподільних мереж та Сарненське відділення із взаємодії з клієнтами.[14]